# Ostrów Wielkopolski Gorzyce
Ostrów Wielkopolski Gorzyce – przystanek kolejowy w Ostrowie Wielkopolskim. Położony w zachodniej części miasta (Nowe Parcele), przy jego zachodniej granicy. Na przystanku zatrzymują się tylko pociągi osobowe. Obsługuje głównie sąsiednie miejscowości – Lamki i Gorzyce Wielkie. Linie wychodzące są zelektryfikowane.

## Ruch pasażerski[1]
| Rok  | Wymiana pasażerska na dobę |
| ---- | -------------------------- |
| 2017 | 0-9                        |
| 2018 | 0-9                        |
| 2019 | 0-9                        |
| 2020 | 0-9                        |
| 2021 | 0-9                        |
| 2022 | 0-9                        |
| 2023 | 0-9                        |

## Połączenia
- Krotoszyn
- Leszno
- Ostrów Wielkopolski
- Wolsztyn